# Idanpramine
Idanpramine là một loại thuốc dùng cho rối loạn tiêu hóa chức năng. 